# Ertl (Familienname)
Ertl ist ein deutscher Familienname.

## Namensträger
- Andreas Ertl (* 1975), deutscher Skirennläufer
- Anton Wilhelm Ertl (1654–nach 1715), deutscher Jurist und Geograph
- Barbara Ertl (* 1982), italienische Biathletin
- Bernhard Ertl (* 1973), deutscher Erziehungswissenschaftler
- Dominik Ertl (1857–1911), österreichischer Komponist
- Edgar Xavier Ertl (* 1966), brasilianischer Ordensgeistlicher, Bischof von Palmas-Francisco Beltrão
- Emil Ertl (1860–1935), österreichischer Schriftsteller
- Ernst Ertl (1899–1962), österreichischer Architekt
- Fedo Ertl (1952–2014), österreichischer Künstler
- Ferdinand Ertl (1877–1952), österreichischer Politiker (GdP), Abgeordneter zum Nationalrat
- Franz Ertl (Politiker, 1839) (1839–1906), österreichischer Politiker, Bürgermeister von St. Pölten
- Franz Ertl (Politiker, 1872) (1872–1933), österreichischer Politiker (CS), Nationalratsabgeordneter
- Franz Ertl (Industrieller) († 1944), deutscher Unternehmer, Mitgründer der Bindfaden- und Seilfabrik AG
- Franz Xaver Ertl (1919–2016), deutscher Theologe und Politiker
- Fritz Ertl (1908–1982), österreichischer Architekt und SS-Mitglied
- Georg Ertl (1901–1968), deutscher Fußballspieler
- Georg Ertl (Mediziner) (* 1950), deutscher Mediziner
- Gerhard Ertl (* 1936), deutscher Physiker
- Gerhard Ertl (Regisseur) (* 1959), österreichischer Regisseur und Drehbuchautor
- Gottfried Ertl (1897–1974), österreichischer Politiker (ÖVP)
- Hans Ertl (Politiker) (1889–1960), deutscher Landrat
- Hans Ertl (Bergsteiger) (1908–2000), deutscher Bergsteiger und Filmemacher
- Hans Ertl (Eishockeyspieler) (Johann Ertl; 1909–1978), österreichischer Eishockeyspieler
- Harald Ertl (1948–1982), deutscher Automobilrennfahrer
- Heimo Ertl (* 1943), deutscher Anglist und Bildhauer
- Herbert Ertl (1888–1958), österreichischer Schriftsteller
- Ignatius Ertl (1645–1713), deutscher Augustiner-Eremit und Prediger
- Johann Ertl (Maler) (1845–1906), österreichischer Maler
- Johann Ertl (Politiker, 1882) (1882–1922), donauschwäbisch-jugoslawischer Unternehmensgründer und Politiker
- Johann Ertl (Politiker, 1959) (* 1959), österreichischer Politiker (FPÖ)
- Johannes Ertl (* 1982), österreichischer Fußballspieler
- Josef Ertl (1925–2000), deutscher Politiker (FDP)
- Karin Ertl (* 1974), deutsche Leichtathletin
- Karl Ertl (1904–?), österreichischer Unternehmer und Betriebsgründer
- Manfred Ertl (1952–2020), deutscher Geistlicher und Domkapitular von Passau
- Marie Ertl (1837–1909), österreichische Malerin
- Martin Ertl (* 1967), österreichischer Informatiker
- Martina Ertl (* 1973), deutsche Skirennläuferin
- Monika Ertl (1937–1973), deutsche Untergrundkämpferin in Bolivien
- Moritz Ertl (1859–1934), österreichischer Beamter und Minister
- Otto Ertl, deutscher Architekt in Deutsch-Südwestafrika
- Roland Ertl (Architekt) (1934–2015), österreichischer Architekt
- Roland Ertl (Offizier) (* 1945), österreichischer Offizier
- Roswitha Ertl-Schmuck (* 1954), deutsche Wissenschaftlerin, Hochschullehrerin für Pflegedidaktik
- Rudolf Ertl (1886–1974), Opernsänger (Bariton) und -regisseur
- Stefan Ertl (* 1969), deutscher Fußballspieler
- Sigrid Ertl (* 1965), deutsche Schriftstellerin und Heilpraktikerin
- Thomas Ertl (Informatiker) (* 1957), deutscher Informatiker
- Thomas Ertl (Leichtathlet) (* 1968), deutscher Marathonläufer
- Thomas Ertl (Historiker) (* 1968), österreichischer Historiker
- Waldemar Ertl (1930–2005), deutscher Gewichtheber